# 华美协进社
华美协进社（China Institute in America）是位于美国纽约市的一个非营利教育和文化机构。

## 历史
成立于1926年，它是全美历史最悠久的专注于中国的双文化、非营利组织。发起人包括约翰·杜威、胡适、保罗·孟禄和郭秉文等中美教育家。
下设中国美术馆成立于1966年，它是全美首家常年不断地、专门介绍中国艺术的美术馆。其“华美学苑”（School of Chinese Studies）最早建于1933年，并于1944年获得纽约州教育局的特许，成为美国最早向公众及学校教师进行中国语言文化教学的非营利教育机构。
华美协进社的旧址位于上东区东65街125号，该楼由時代集團總裁亨利·魯斯于1946年捐贈。2016年，华美协进社迁至曼哈顿下城华盛顿街100号新址，新建筑由贝氏建筑事务所（Pei Partnership Architects）设计。并于2016年9月30日至2017年3月19日举行中国美术馆馆庆首展：“乱世绝响：六朝艺术，三至六世纪”。